# 黑炮事件
《黑炮事件》（The Black Cannon Incident）是一部中國電影，於1985年上映，此電影改編自張賢亮的小說《浪漫的黑炮》，由黃建新擔任執導，由劉子楓、高明、Gerhard Olschewski、楊亞洲、趙秀玲擔任主演。此電影主要在中國鞍山和大連取景，片长為95分鈡。

## 故事大綱
某礦山工程師趙書信，精通德語，工作認真負責。他有一個怪癖，喜歡獨自一個人下棋。有一次，趙書信出差回後發現少了一個黑炮棋子，冒雨奔到郵電局，發了一封“丟失黑炮301找趙”的電報給旅館，請求幫忙去301室尋找。這封電報卻引起人們的警惕，警察局也迅速立案偵察。趙書信也因所謂所謂“黑炮事件”被調離原來的工作崗位，而後又引發一系列故事……

## 角色
| 演 員              | 角 色       |
| 劉子楓             | 趙書信      |
| 高明               | 李任重      |
| Gerhard Olschewski | 汉斯·施密特 |
| 楊亞洲             | 馮良才      |
| 汪漪               | 周玉玲      |
| 戈輝               | 武克功      |
| 趙玉玲             | 陳淑珍      |
| 王北龍             | 王宏業      |
| 楊鳳良             | 陳浩祥      |
| 謝煒               | 劉玉梅      |

## 獎項
| 頒獎典禮             | 獎項       | 名字   | 結果 |
| -------------------- | ---------- | ------ | ---- |
| 第六屆中國電影金雞獎 | 最佳導演   | 黃建新 | 提名 |
| 第六屆中國電影金雞獎 | 最佳男主角 | 劉子楓 | 獲獎 |
| 第六屆中國電影金雞獎 | 最佳故事片 |        | 提名 |